# Lista negra de Hollywood
La lista negra de Hollywood —conocida generalmente como la amplia lista negra de la industria del entretenimiento— fue la práctica de negar el empleo a guionistas, actores, directores, músicos, y otros profesionales del entretenimiento estadounidenses durante la mitad del siglo XX porque fueron acusados de tener simpatía o lazos comunistas. A los artistas se les impidió trabajar sobre la base de su presunta pertenencia o simpatía con el Partido Comunista de los Estados Unidos o a su negativa en la colaboración a las investigaciones sobre las actividades del partido. Incluso durante el periodo de su aplicación más estricta, desde finales de los años 1940 hasta finales de años 1950, la lista negra rara vez se hacía explícita o verificable, sino que directamente dañaban la carrera profesional de decenas de personas que trabajaban en la industria del cine.
La primera lista negra sistemática de Hollywood fue instituida el 25 de noviembre de 1947. Al día siguiente, diez escritores y directores fueron citados por desacato al Congreso debido a su negación a la hora de testificar ante el Comité de Actividades Antiestadounidenses. Un grupo de ejecutivos del estudio, que actuaba bajo los auspicios de la Motion Picture Association, despidió a los artistas —los llamados "Diez de Hollywood"— y publicó lo que se conoció como la Declaración Waldorf.
El 22 de junio de 1950, se publicó un panfleto titulado Red Channels en el cual se identificaron a 151 profesionales de la industria del entretenimiento en el contexto de "Fascistas Rojos y sus simpatizantes". Al poco tiempo, la mayoría de los profesionales nombrados, junto con una serie de otros artistas, serían vetados de empleo en la mayoría de los espacios de entretenimiento.
La lista negra duró hasta 1960, cuando Dalton Trumbo, miembro del Partido Comunista de 1943 a 1948 y miembro de los "Diez de Hollywood", fue acreditado como el guionista de la exitosa película Éxodo, dirigida por Otto Preminger, y más tarde públicamente reconocido por el actor y productor Kirk Douglas para escribir el guion de la película Espartaco que éste protagonizaba y producía. Sin embargo, algunos de los que conformaban la lista negra fueron excluidos de trabajo en sus profesiones durante años después.

## Historia

### Antecedentes
La lista negra de Hollywood tuvo sus raíces durante los acontecimientos de la década de 1930 y principios de la de 1940, abarcando la cresta de la Gran Depresión y el comienzo de la Segunda Guerra Mundial. Dos importantes huelgas de la industria cinematográfica durante la década de 1930 aumentaron las tensiones entre los productores de Hollywood y los sindicatos, particularmente el Sindicato de Guionistas.
El Partido Comunista de los Estados Unidos perdió un apoyo sustancial tras los Procesos de Moscú entre 1936 y 1938 y el Pacto Ribbentrop-Mólotov de 1939. El gobierno de Estados Unidos empezó mostrar su atención a los posibles vínculos entre Hollywood y el partido durante este periodo. Bajo la presidencia del comité de Martin Dies, Jr., el Comité de Actividades Antiestadounidenses  (HUAC) publicó en 1938 un informe alegando que el comunismo se había generalizado en Hollywood. Dos años más tarde, Dies tomó testimonio en privado de John L. Leech, un exmiembro del Partido Comunista, el cual nombró a cuarenta y dos profesionales de la industria cinematográfica como comunistas. Después de que Leech repitiera sus cargos de la supuesta confianza a un gran jurado en Los Ángeles, muchos de los nombres fueron informados en la prensa, incluyendo las estrellas Humphrey Bogart, James Cagney, Katharine Hepburn, Melvyn Douglas y Fredric March, entre otras figuras de renombre en Hollywood. Dies dijo que "borraría" de la lista a todos los que se reunieron y cooperaron con él en lo que llamó "sesiones ejecutivas". Dos semanas después de la filtración del gran jurado, todos aquellos que estaban en la lista, a excepción de la actriz Jean Muir, se habían reunido con el presidente de la HUAC. Dies "borró" a todos excepto al actor Lionel Stander, que fue despedido por el estudio cinematográfico Republic Pictures, donde estaba contratado.
En 1941, Walt Disney publicó un anuncio en la revista de comercio de la industria cinematográfica Variety afirmando su convicción de que la "agitación comunista" estaba detrás de una huelga de dibujantes y animadores. Según los historiadores Larry Ceplair y Steven Englund, "en realidad la huelga fue resultado del paternalismo autoritario de Disney, su despreocupación e insensibilidad". Inspirado por Disney, el senador del estado de California y presidente del Subcomité de investigación de Actividades Antiestadounidenses del Senado de California (SUAC) Jack Tenney realizó una investigación sobre "Rojos en películas". La investigación no dio resultado y fue objeto de burla en varios titulares del Variety.
La subsiguiente alianza de guerra entre los Estados Unidos y la Unión Soviética trajo al Partido Comunista de los Estados Unidos una nueva credibilidad. Durante la guerra, la afiliación al partido alcanzó un máximo de 50 000. A medida que la Segunda Guerra Mundial llegaba a su fin, las percepciones cambiaron otra vez, con el comunismo convirtiéndose cada vez más en un foco de temor y odio estadounidense.
En 1945, Gerald L. K. Smith, fundador del neofascista American First Party, comenzó a dar discursos en Los Ángeles acometiendo contra los "judíos rusos alienados en Hollywood". El congresista de Misisipi John E. Rankin, un miembro de la HUAC, declaró durante una rueda de prensa que "una de las tramas más peligrosas que se han instigado para el derrocamiento de este Gobierno tiene su sede en Hollywood... El mayor foco de actividades subversivas en los Estados Unidos". Rankin prometió, "ahora estamos en el camino de la tarántula". Los informes sobre la represión soviética en Europa Oriental y Central en las consecuencias de la guerra añadieron más combustible a lo que se conoció como la "Segunda Amenaza Roja". El crecimiento de la influencia política conservadora y el triunfo republicano en las elecciones del congreso de 1946, que vieron al partido tomar el control tanto de la Cámara como del Senado, condujeron a un importante resurgimiento de la actividad anticomunista institucional, encabezada públicamente por el HUAC. Al año siguiente, la Alianza para la Preservación de los Ideales Americanos en el Cine (MPA), un grupo de acción política cofundado por Walt Disney, emitió un panfleto que aconsejaba a los productores sobre la evitación de "sutiles toques comunistas" en sus películas. Su consejo giraba en torno a una lista de prohibiciones ideológicas, tales como "No manchar el sistema de libre empresa... No manchar a los industriales... No manchar la riqueza... No manchar el motivo de ganancias... No deificar al 'hombre común'... No glorificar al colectivo".

### Los comienzos de la lista negra (1946-1947)
El 29 de julio de 1946, William R. Wilkerson, editor y fundador del The Hollywood Reporter, publicó una columna titulada "A Vote For Joe Stalin" (Un Voto Para Joe Stalin). En ella se nombraron como simpatizantes comunistas a Dalton Trumbo, Maurice Rapf, Lester Cole, Howard Koch, Harold Buchman, John Wexley, Ring Lardner Jr. , Harold Salemson, Henry Meyers, Theodore Strauss, y John Howard Lawson. En agosto y septiembre de 1946, Wilkerson publicó además otras columnas que contenían numerosos nombres de supuestos comunistas y simpatizantes. Esta lista se conocería como "La Lista de Billy" y "Lista Negra de Billy". En un artículo del 65º aniversario de la revista en 2012, el hijo de Wilkerson se disculpó en nombre de ella por su papel desempeñado en la construcción de la lista negra, diciendo que su padre estuvo motivado por venganza debido a su propia ambición frustrada de poseer estudio.
En octubre de 1947, basándose en la lista publicada en el The Hollywood Reporter, el Comité de Actividades Antiestadounidenses citó a un cierto número de personas que trabajan en la industria cinematográfica de Hollywood para que testificasen en una audiencia. Fue declarada con la intención de investigar si los agentes comunistas y simpatizantes había realizado propaganda en películas de Estados Unidos.
Las audiencias se inauguraron con las apariciones de Walt Disney y Ronald Reagan, que por entonces era el presidente del Sindicato de Actores de Cine. Disney testificó que la amenaza de los comunistas en la industria cinematográfica era un serio problema, y nombró a personas específicas que habían trabajado para él como posibles comunistas. Reagan testificó que una pequeña cuadrilla dentro de su sindicato estaba usando "tácticas de tipo comunista" tratando de intentar gobernar la política sindical, pero que no sabía si esos miembros eran comunistas o no, y que en cualquier caso pensaba que el sindicato los tenía bajo control. Más tarde, su primera mujer, la actriz Jane Wyman declaró en su biografía con Joe Morella (1985) que las alegaciones de Reagan contra amigos y colegas dirigieron a la tensión en su matrimonio, lo que implicaría en su divorcio. El actor Adolphe Menjou declaró: "Soy un cazador de brujas si las brujas son comunistas. Soy un acosador de rojos. Me gustaría verlos a todos de vuelta en Rusia".
Por el contrario, varias figuras principales de Hollywood, incluyendo al director John Huston y actores como Humphrey Bogart, Lauren Bacall, Henry Fonda y Danny Kaye, entre otros, organizaron el Comité para la Primera Enmienda para protestar sobre la orientación del gobierno hacia la industria cinematográfica. Miembros del comité, como Sterling Hayden, aseguraron que Bogart no era comunista. Durante las audiencias, un periódico local de Washington D. C. informó de que Hayden era comunista. Después de regresar a Hollywood, Bogart gritó a Danny Kaye: "Me habéis vendido, hijos de puta".  El grupo fue atacado por ser ingenuo o tonto. Bogart, bajo la presión de su estudio Warner Hermanos para que se distanciara de los Diez de Hollywood, negoció una declaración en la que no denunció al comité, pero dijo que su viaje fue "mal aconsejado, incluso tonto". Billy Wilder dijo al grupo: "Deberíamos desplegarnos".
Más tarde, Huston cambió su opinión sobre los Diez de Hollywood. En una carta que escribió a un amigo en 1952 dijo: "Fue después de mucho tiempo cuando descubrí las verdaderas razones detrás del comportamiento de los 'Diez' en Washington, y cuando lo hice me sorprendió más allá de las palabras. Parece que algunos de ellos ya habían testificado en California y dijeron que no eran comunistas y ahora, admitirlo a la prensa habría sido abrirse ellos mismos a cargos de perjurio... Y así, cuando creí que se habían comprometido para defender la libertad del individuo, realmente estaban cuidando sus propias pieles. Si hubiera sospechado tal cosa, puedes estar seguro de que me habría lavado las manos al instante. Pero, como dije antes, la revelación tardó mucho".
Muchos de los profesionales de industria de cinematográfica en los que la HUAC había expresado interés —principalmente guionistas, pero también actores, directores, productores, y otros— eran conocidos o supuestamente miembros del Partido Comunista de los Estados Unidos. De las cuarenta y tres personas inscritas en la lista de testigos, diecinueve declararon que no darían testimonio. Once de estos diecinueve fueron convocados ante el comité. Los miembros del Comité para la Primera Enmienda viajaron a Washington al frente de esta fase crítica de la audiencia, la cual comenzó el lunes 27 de octubre. De los once "testigos hostiles", uno, el dramaturgo Bertolt Brecht, en última instancia optó por contestar a las cuestiones del comité.
Los otros diez rehusaron, citando sus derechos de la Primera Enmienda a la libertad de expresión y reunión. La cuestión crucial a la que se negaron a contestar ahora se expresa generalmente como: "¿Es usted ahora o ha sido miembro del Partido Comunista?" Cada uno de ellos había sido miembro en algún momento, ya que muchos intelectuales durante la Gran Depresión consideraron que dicho partido ofrecía una alternativa al capitalismo. Algunos todavía eran miembros y otros habían sido brevemente activos en el pasado. El Comité acusó formalmente a estos diez de desacato al Congreso e inició procedimientos penales contra ellos en la Cámara de Representantes.
A la luz del desafío de los Diez de Hollywood a la HUAC (además de negarse a testificar, muchos habían intentado leer declaraciones que decían que la investigación del comité era inconstitucional) se montó una presión política sobre la industria cinematográfica para demostrar su buena fe "anti-subversiva". Al final de las audiencias, el presidente de la Asociación Cinematográfica de Estados Unidos (MPAA) Eric Johnston declaró al comité que nunca "emplearía a ningún comunista probado o admitido porque son sólo una fuerza disruptiva y no los quiero alrededor". El 17 de noviembre, el Sindicato de Actores de Cine votó a favor para hacer que sus integrantes juraran una promesa afirmando que ninguno de ellos fue comunista.
A la semana siguiente, el 24 de noviembre, la Cámara de Representantes votó 346 a 17 para aprobar las citaciones contra los "Diez de Hollywood" por desacato al Congreso. Al día siguiente, tras una reunión de ejecutivos de la industria cinematográfica en el hotel Waldorf Astoria de Nueva York, el presidente de la MPAA Johnston publicó un comunicado de prensa que hoy se conoce como la Declaración Waldorf. En su declaración dijo que los 'Diez' serían despedidos o suspendidos sin sueldo y no serían recontratados hasta que se les cancelara los cargos por desacato y juraran que no eran comunistas.

### La lista crece (1948–1950)
Las audiencias de la HUAC no habían podido demostrar que en Hollywood se estaba divulgando secretamente propaganda comunista pero, sin embargo, la industria se transformó. Las consecuencias de la investigación fueron un factor en la decisión de Floyd Odlum, el principal propietario de RKO Pictures, para salir del negocio. Como resultado, el estudio pasó a las manos de Howard Hughes. A las pocas semanas de hacerse cargo, en mayo de 1948, Hughes despidió a la mayoría de los empleados de RKO y cerró el estudio prácticamente durante seis meses mientras tenía las simpatías políticas durante el resto de la investigación. Entonces, justo cuando RKO volvía a la producción, Hughes tomó la decisión de resolver una larga demanda federal antimonopolio contra los cinco grandes (Big Five) estudios de la industria. Este sería uno de los pasos cruciales en el colapso del sistema de estudios que había gobernado Hollywood y gran parte del cine mundial durante un cuarto de siglo.
A comienzos de 1948, todos los integrantes de los Diez de Hollywood fueron condenados por desacato. Después de una serie de apelaciones infructuosas, los casos llegaron ante la Corte Suprema; entre las presentaciones presentadas en defensa de los Diez hubo un escrito amicus curiae firmado por doscientos cuatro profesionales de Hollywood. Después de que el tribunal denegara la revisión, los Diez de Hollywood comenzaron a cumplir una condena de un año de prisión en 1950. Uno de los diez, el guionista Dalton Trumbo, declaró en la película documental Hollywood on Trial de 1976:

Por lo que a mí respecta, fue un veredicto completamente justo. Tuve desprecio por ese Congreso y desde entonces he despreciado a varios. Y sobre la base de la culpabilidad o la inocencia, nunca podría realmente quejarme mucho. Que se trataba de un delito o delito menor fue la queja, mi queja.

En septiembre de 1950, uno de los Diez, el director Edward Dmytryk, anunció públicamente que había sido comunista y estaba dispuesto a dar testimonio contra otros que también lo fueron. Fue tempranamente liberado de la cárcel; después de la comparecencia ante la HUAC en 1951, en la que describió su breve pertenencia al partido y dijera nombres, su carrera se recuperó.
El resto permaneció en silencio y la mayoría fueron incapaces de obtener trabajo en la industria cinematográfica y televisiva estadounidense durante muchos años. Adrian Scott, que había producido cuatro de las películas de Dmytryk —Murder, My Sweet; Cornered; So Well Remembered; y Encrucijada de odios— fue uno de los nombrados por su antiguo amigo. El próximo crédito de pantalla de Scott no llegaría hasta 1972 y nunca produciría otro largometraje. Algunos de los que formaban la lista negra siguieron escribiendo subrepticiamente para Hollywood o la industria de la radiodifusión, usando seudónimos o nombres de amigos que se planteaban como los escritores reales (aquellos que permitieron que sus nombres fueran usados de esta manera fueron llamados "frentes"). De los doscientos cuatro que firmaron el amicus curiae, ochenta y cuatro se autoinculparon. Hubo un efecto escalofriante más general: Humphrey Bogart, que había sido uno de los miembros más prominentes del Comité para la Primera Enmienda, se sintió obligado a escribir un artículo para la revista Photoplay negando que fuera un simpatizante comunista. El Comité Tenney, que había continuado sus investigaciones a nivel estatal, convocó al compositor Ira Gershwin para testificar sobre su participación en el comité.
Varias organizaciones no gubernamentales participaron en la aplicación y expansión de la lista negra; en particular la Legión Estadounidense, el grupo conservador de los veteranos de guerra, contribuyó decisivamente a presionar a la industria del entretenimiento para que excluyera las simpatías políticas con las que no estaba de acuerdo. En 1949, la División de Americanismo de la Legión emitió su propia lista negra —una lista de 128 personas en la que se afirmaba que eran participantes en la "Conspiración Comunista"—. Entre los nombres de la lista de la Legión estaba el de la reconocida dramaturga Lillian Hellman. Hellman había escrito o contribuido a los guiones de aproximadamente diez películas hasta ese momento y no sería contratada de nuevo por un estudio de Hollywood hasta 1966.
Otro grupo influyente fue el American Business Consultants Inc., fundado en 1947. En la información de suscripciones para su publicación semanal Counterattack, "El boletín informativo de los hechos para combatir el comunismo", declaró que era dirigido por "un grupo de ex hombres del FBI. No tiene afiliación alguna con ninguna agencia gubernamental". A pesar de dicha afirmación, parece que los editores de Counterattack tenían acceso directo a los archivos de la Oficina Federal de Investigación y HUAC; los resultados de ese acceso se hicieron ampliamente evidentes con la publicación de junio de 1950 de Canales Rojos. Esta oleada de Counterattack incluyó a 151 personas en periodismo de entretenimiento y difusión, junto con registros de su participación en actividades comunistas o pro-comunistas. Algunos de los nombres que se publicaron, como Hellman, ya se les estaba negando el empleo en los campos de cine, televisión y radio; la publicación de Canales Rojos significó que más puntajes serían colocados en la lista negra. Ese año, CBS instituyó un juramento de lealtad que requería de todos sus empleados.
Jean Muir fue la primera intérprete en perder su empleo debido a un listado publicado en Canales Rojos. 
En 1950, Muir fue nombrada como simpatizante comunista en el panfleto, y fue retirada inmediatamente del elenco de la comedia de enredo televisiva The Aldrich Family, en la cual tenía el papel de señora Aldrich. La NBC recibió entre veinte y treinta llamadas telefónicas en protesta por su presencia en el programa. General Motors, el patrocinador, dijo que no patrocinaría programas en los que constasen "personas polémicas". Aunque la compañía más tarde recibió miles de llamadas protestando por la decisión adoptada, esta no fue revertida.

### El regreso de la HUAC (1951-1952)
En 1951, con el Congreso de los Estados Unidos bajo control demócrata, la HUAC lanzó una segunda investigación sobre Hollywood y el comunismo. Como dijo el actor Larry Parks cuando fue llamado ante el jurado:

No me ofrezcan la opción de despreciar a este comité y de ir a la cárcel o forzarme a arrastrarme por el lodo para ser un informante. ¿Con qué propósito? No creo que sea una opción en absoluto. No creo que esto sea realmente deportivo. No creo que esto sea estadounidense. No creo que sea justicia estadounidense.

Parks testificó en última instancia a regañadientes, siendo un "testigo amistoso," aunque fue incluido en la lista negra.
De hecho, las tácticas legales de los que se negaban a testificar habían cambiado en ese momento; en lugar de confiar en la Primera Enmienda, invocaron el escudo de la Quinta Enmienda contra la autoincriminación (aunque, como antes, la afiliación al Partido Comunista no era ilegal). Mientras esto permitía usualmente que un testigo evitase "dar nombres" sin ser acusado de desacato al Congreso, "tomar la Quinta" antes de que la HUAC garantizara que uno sería agregado a la lista negra de la industria conllevaría su inclusión en ella. Los historiadores a veces distinguen entre la lista negra relativamente oficial —los nombres de aquellos que (a) fueron llamados por HUAC y, de cualquier manera, se negaron a cooperar y/o (b) fueron identificados como comunistas en las audiencias— y la también llamada lista gris —aquellos otros a quienes se les negó el trabajo debido a sus afiliaciones políticas o personales, reales o imaginarias; las consecuencias, sin embargo, fueron en gran parte las mismas—. La lista gris también se refiere más específicamente a los que fueron negados de trabajo por los principales estudios, pero todavía podrían encontrar trabajos en Poverty Row: el compositor Elmer Bernstein, por ejemplo, fue llamado por la HUAC cuando se descubrió que había escrito algunas revisiones de música para un periódico comunista. Después de negarse a dar nombres, señalando que nunca había asistido a una reunión del Partido Comunista, se encontró componiendo música para películas como Las mujeres gato de la luna.

Panfleto anticomunista de los años 50, desacreditando a los "ROJOS de Hollywood y Broadway".

Al igual que Parks y Dmytryk, otros también cooperaron con el comité. Algunos testigos amistosos dieron un testimonio ampliamente perjudicial con menos evidencia de renuencia, el destacado director Elia Kazan y el guionista Budd Schulberg. Su cooperación a la hora de describir las inclinaciones políticas de sus amigos y asociados profesionales, efectivamente, interrumpió docenas de carreras y obligó a varios artistas a partir hacia México o Europa. Otros también fueron obligados a trabajar en el extranjero. El director Jules Dassin fue uno de los más conocidos de estos. Perteneció durante un tiempo breve al Partido Comunista hasta su salida en 1939. Fue colocado inmediatamente en la lista negra después de que Edward Dmytryk y el cineasta Frank Tuttle lo nombraran a la HUAC en 1952. 
Dassin se fue a Francia y pasó gran parte de su carrera restante en Grecia. El erudito Thomas Doherty describe cómo las audiencias de la HUAC barrieron a la lista negra a aquellos que nunca habían sido particularmente activos políticamente, y mucho menos sospechosos de ser comunistas:

El 21 de marzo de 1951, el nombre del actor Lionel Stander fue pronunciado por el actor Larry Parks durante su testimonio ante la HUAC. "¿Conoce a Lionel Stander?" Dijo el consejero del comité Frank S. Tavenner. Parks respondió que conocía al hombre, pero no tenía conocimiento de sus afiliaciones políticas. Ya no se dijo nada más sobre Stander ni por parte de Parks, ni del comité —ninguna acusación, ninguna insinuación—. Sin embargo, el teléfono de Stander dejó de sonar. Antes del testimonio de Parks, Stander había trabajado en diez programas de televisión en los cien días anteriores. Después, nada.

Cuando Stander fue llamado ante la HUAC, comenzó prometiendo su pleno apoyo en la lucha contra las actividades "subversivas":

Sé de un grupo de fanáticos que están tratando desesperadamente de socavar la Constitución de los Estados Unidos al privar a artistas y otros de la vida, la libertad y la búsqueda de la felicidad sin el debido proceso legal... Puedo decir nombres y citar instancias y soy una de las primeras víctimas de ella... [Se trata de] un grupo de ex fascistas, de pro-estadounidenses, y de antisemitas, gente que odia a todo el mundo, incluidos los negros, los grupos minoritarios y, muy probablemente, a ellos mismos... Estas personas están involucradas en una conspiración fuera de todos los procesos legales para socavar los muy fundamentales conceptos americanos sobre los cuales existe todo nuestro sistema de democracia.

Stander hablaba claramente del propio comité.
La búsqueda de subversivos se extendió a todas las ramas de la industria del entretenimiento. En el campo de la animación, dos estudios fueron afectados en particular: United Productions of America (UPA) fue purgada de una gran parte de su personal, mientras Tempo, con sede en Nueva York, fue completamente aplastada. La investigación de la HUAC, efectivamente, destruyó familias. El guionista Richard J. Collins, después de un breve período en la lista negra, se convirtió en un testigo amistoso y dejó a su esposa, la actriz Dorothy Comingore, que se negó a dar nombres. Divorciándose de ella, Collins obtuvo la custodia de los hijos de la pareja. La historia de la familia fue posteriormente dramatizada en la película Guilty by Suspicion (1991), en la que el personaje basado en Comingore "se suicida en lugar de soportar un largo colapso mental." En la vida real, Comingore sucumbió al alcoholismo y murió de una enfermedad pulmonar a la edad de 58 años. En la descripción de los historiadores Paul Buhle y David Wagner, "los accidentes cerebrovasculares prematuros y los ataques cardíacos eran bastante comunes [entre miembros de la lista negra], junto con el consumo excesivo de alcohol, como una forma de suicidio en el plan de cuotas".
Por todo eso, la evidencia de que los comunistas estaban usando las películas de Hollywood como vehículos para la subversión seguía siendo difícil de mostrar. Schulberg informó que el manuscrito de su novela What Makes Sammy Run?, que más tarde se convertiría en un guion, había sido objeto de una crítica ideológica por el escritor de los Diez de Hollywood John Howard Lawson, cuyos comentarios había solicitado. La importancia de tales interacciones era cuestionable. Como describe el historiador Gerald Horne, muchos guionistas de Hollywood se unieron o asociaron con el Partido Comunista local porque "ofrecía un colectivo a una profesión que estaba enredada en un tremendo aislamiento en la máquina de escribir. Su «Writers 'Clinic» tenía «una "junta" informal de guionistas respetados» —incluyendo a Lawson y Ring Lardner Jr.— que leían y comentaban cualquier guion que se les presentara. Aunque su crítica pudiera ser abundante, ardiente y a veces políticamente dogmática, el autor era totalmente libre de aceptarla o rechazarla como quisiera sin incurrir en la más leve "consecuencia" o sanción." Gran parte de la evidencia en pantalla de la influencia comunista descubierta por la HUAC era débil en el mejor de los casos. Un testigo recordó a Stander, mientras actuaba en una película, silbando la canción izquierdista "La Internacional" mientras su personaje esperaba un ascensor. Otro testigo señaló que el guionista Lester Cole había insertado líneas de un famoso discurso pro-lealista de "La Pasionaria" acerca de que era mejor morir de pie que vivir de rodillas en una charla presentada por un entrenador de fútbol.
Otros no están de acuerdo sobre cómo los comunistas afectaron a la industria cinematográfica. El autor Kenneth Billingsley, en la revista Reason, dijo que Trumbo escribió en el Daily Worker sobre películas que él dijo que la influencia comunista en Hollywood había impedido que se hicieran: entre ellas se propusieron adaptaciones de las obras antitotalitarias de Arthur Koestler, El cero y el infinito y El Yogi y el Comisario, que describían el surgimiento del comunismo en Rusia. Los autores Ronald y Allis Radosh, escribieron en Estrella Roja sobre Hollywood: la Red Star over Hollywood: The Film Colony's Long Romance with the Left, diciendo que Trumbo se jactó de cómo él y otros miembros del partido detuvieron la producción de películas anticomunistas.

### Cresta (1952-1956)
En 1952, la Screen Writers Guild —la cual fue fundada dos décadas antes por tres futuros miembros de los Diez de Hollywood— autorizó a los estudios de cine a "omitir de la pantalla" los nombres de los individuos que no pudieron manifestarse ante el Congreso. Por ejemplo, el escritor Dalton Trumbo, uno de los Diez de Hollywood y todavía en la lista negra, recibió la acreditación de pantalla en 1950 por escribir, años antes, la historia en la que se basó el guion de la película Emergency Wedding de Columbia Pictures. No volvió a aparecer en pantalla hasta los años sesenta. El nombre de Albert Maltz, quién había escrito el guion original para The Robe a mediados de la década de 1940, no apareció en los créditos cuando la película se estrenó en 1953.

Como William O'Neill describe, la presión se mantuvo incluso en aquellos que aparentemente se habían "limpiado" a sí mismos:

El 27 de diciembre de 1952, la Legión Estadounidense anunció que desaprobaba una nueva película, Moulin Rouge, protagonizada por José Ferrer, que solía ser no más progresista que otros cientos de actores y ya había sido acusado por la HUAC. La película en sí estaba basada en la vida de Toulouse-Lautrec y era totalmente apolítica. A pesar de esto, nueve miembros de la Legión formaron un piquete, dando lugar a la controversia. Para entonces, la gente no se arriesgaba. Ferrer inmediatamente contactó con el comandante nacional de la Legión y dijo que estaría encantado de unirse a los veteranos en su "lucha contra el comunismo".

Los esfuerzos del grupo arrastraron a muchos otros a la lista negra: En 1954, "el guionista Louis Pollock, un hombre sin ninguna opinión o asociaciones políticas sabidas, de repente su carrera fue truncada porque la Legión lo confundió con Louis Pollack, un sastre californiano que se negó a cooperar con la HUAC".
Durante este mismo período, varios columnistas influyentes de la industria del entretenimiento, incluyendo a Walter Winchell, Hedda Hopper, Víctor Riesel, Jack O'Brian y George Sokolsky, ofrecieron regularmente nombres sugiriendo de que debían agregarse a la lista negra. El actor John Ireland recibió un acuerdo extrajudicial para poner fin a una demanda en 1954 contra la agencia de publicidad Young & Rubicam, que le había ordenado abandonar el papel principal en una serie de televisión que patrocinó. Variety lo describió como "la primera admisión de la industria de lo que ha sido durante algún tiempo un secreto abierto—que la amenaza de ser etiquetado como un inconformista político, o peor, ha sido usada contra las personalidades del negocio del espectáculo y que un sistema de selección está trabajando determinando actores disponibles para los papeles.
La lista negra de Hollywood se fue de las manos con las actividades de "cebo rojo" del director del FBI John Edgar Hoover. Los adversarios de la HUAC, como el abogado Bartley Crum, que defendió a algunos de los Diez de Hollywood ante el comité en 1947, fueron etiquetados como simpatizantes comunistas o subversivos y seleccionados para la investigación. A través de los años 50, el FBI pinchó los teléfonos de Crum, abrió su correo, y lo puso bajo continua vigilancia. Como resultado, perdió a la mayoría de sus clientes e, incapaz de soportar el estrés del incesante hostigamiento, se suicidó en 1959. La intimidación y la división de la izquierda fueron un objetivo central de las audiencias de la HUAC. La recaudación de fondos para los esfuerzos humanitarios populares se hizo difícil, y a pesar de las simpatías de muchos en la industria, había poco apoyo abierto en Hollywood para las causas tales como el Movimiento por los Derechos Civiles de los Afroamericanos y la oposición a las pruebas nucleares.
Las luchas que atendían a la lista negra se representaban metafóricamente en la gran pantalla de varias maneras. Como describió el historiador de cine James Chapman, "Carl Foreman, que se había negado a testificar ante el comité, escribió el western High Noon (1952), en el que un sheriff de una ciudad (interpretado irónicamente por el amable testigo Gary Cooper) se encuentra desamparado por los ciudadanos de Hadleyville (leer: Hollywood) cuando una banda de proscritos que habían aterrorizado a la ciudad varios años antes (leer: HUAC) regresa." El personaje de Cooper limpió Hadleyville, pero Foreman se vio obligado a irse a Europa para encontrar trabajo. Aún más famoso, Kazan y Schulberg colaboraron en una película ampliamente vista como justificando su decisión de dar nombres. On the Waterfront (1954) se convirtió en una de las películas más premiadas de la historia de Hollywood, ganando ocho premios Óscar, incluyendo los de mejor película, mejor director y mejor guion original. La película incluyó a Lee J. Cobb, uno de los actores más conocidos por dar nombres. Time Out Film Guide sostiene que la película está "socavada" por su "embarazosa petición especial en favor de informantes".
Después de su liberación en prisión, Herbert Biberman, de los Diez de Hollywood, dirigió La sal de la tierra, trabajando independientemente en Nuevo México con compañeros profesionales de la lista negra de Hollywood—el productor Paul Jarrico, el escritor Michael Wilson, y los actores Rosaura Revueltas y Will Geer. La película, relativa a una huelga de trabajadores mineros mexicano-estadounidenses, fue denunciada como propaganda comunista cuando se terminó en 1953. Los distribuidores la boicotearon, los periódicos y las emisoras de radio rechazaron los anuncios, y el sindicato de proyectistas se negó a proyectarla. En 1954, solo una docena de teatros la expusieron a nivel nacional.

### La ruptura de la lista negra (1957-presente)
John Henry Faulk fue uno de los personajes clave en poner fin a la lista negra. Anfitrión de un programa de comedia de radio de la tarde, Faulk era un izquierdista activo en su sindicato, la Federación Estadounidense de Artistas de Televisión y Radio. Fue investigado por AWARE, una de las firmas privadas que examinó a individuos para detectar signos de simpatía comunista y "deslealtad". 
Marcado por el grupo como no apto, fue despedido por CBS Radio. Casi solo entre las muchas víctimas de la lista negra, Faulk decidió demandar a AWARE en 1957. Aunque el caso atravesaría los tribunales durante años, la demanda en sí fue un importante símbolo de la resistencia a la lista negra.
Las grietas iniciales de la lista negra de la industria del entretenimiento fueron evidentes en la televisión, específicamente en la CBS. En 1957, el actor de la lista negra Norman Lloyd fue contratado por Alfred Hitchcock como productor asociado de su serie de antología Alfred Hitchcock presenta, durante la emisión de su tercera temporada en la red. El 30 de noviembre de 1958, una producción en directo de la CBS Wonderful Town, basada en cuentos cortos escritos por la entonces comunista Ruth McKenney, apareció con los créditos de escritura del miembro de la lista negra Edward Chodorov, junto con su socio literario, Joseph Fields. Al año siguiente, la actriz Betty Hutton insistió en que el compositor de la lista negra Jerry Fielding fuera contratado como director musical para su nueva serie, también en CBS. La primera ruptura principal en la lista negra de Hollywood siguió poco después. El 20 de enero de 1960, el director Otto Preminger anunció públicamente que Dalton Trumbo, uno de los miembros más conocidos de los Diez de Hollywood, fue el guionista de su próxima película Éxodo. Seis meses y medio más tarde, con Éxodo al borde del estreno, el New York Times anunció que Universal Pictures acreditaría en pantalla a Trumbo por su papel como guionista de Espartaco, con la estrella Kirk Douglas como responsable principal de la decisión. El 6 de octubre, Espartaco fue la primera película en llevar el nombre de Trumbo desde su último crédito en Emergency Wedding en 1950. Desde 1947, escribió o coescribió aproximadamente diecisiete películas sin crédito. Éxodo le siguió en diciembre, también con el nombre de Trumbo. La lista negra estaba claramente llegando a su fin, pero sus efectos continúan retumbando en el presente.

John Henry Faulk ganó su pleito en 1962. Con esta decisión judicial, los elaboradores privados de la lista negra y los que los utilizaron fueron puestos en conocimiento de que eran legalmente responsables por los daños profesionales y financieros que causaron. Esto ayudó a poner fin a publicaciones como Counterattack. Al igual que Adrian Scott y Lillian Hellman, sin embargo, algunos de los miembros de la lista negra permanecieron allí durante un largo período: Lionel Stander, por ejemplo, no pudo encontrar trabajo en Hollywood hasta 1965. Algunos de los que dieron nombres, como Kazan y Schulberg, argumentaron durante años que habían tomado una decisión éticamente correcta. Otros, como el actor Lee J. Cobb y el director Michael Gordon, que dieron un testimonio amistoso ante la HUAC después de estar en la lista negra por un tiempo, "reconocen con remordimiento que su plan era dar nombres para poder regresar al trabajo". Hubo otros más gravemente atormentados por la elección que hicieron. En 1963, el actor Sterling Hayden declaró:

Fui una rata, un chivato, y los nombres que di de aquellos amigos cercanos fueron puestos en la lista negra y privados de su sustento.

Los estudiosos Paul Buhle y Dave Wagner afirman que Hayden "cayó en la bebida provocando una depresión casi suicida décadas antes de su muerte en 1986".
En el siglo XXI, el Gremio de Escritores persiguió la corrección de los créditos de pantalla de películas de los años 1950 y principios de 1960 para reflejar adecuadamente el trabajo de escritores de la lista negra como Carl Foreman y Hugo Butler. El 19 de diciembre de 2011, el gremio, actuando sobre una solicitud de una investigación realizada por Christopher Trumbo, anunció que su padre, Dalton Trumbo, obtendría la acreditación completa por su trabajo en el guion de la comedia romántica de 1953 Roman Holiday, casi sesenta años después su realización.

## Los Diez de Hollywood y otros miembros de la lista negra en 1947

### Los Diez de Hollywood
Las siguientes diez personas fueron citadas por desacato al Congreso y puestos en la lista negra después de negarse a responder a preguntas sobre su supuesta participación en el Partido Comunista:
- Alvah Bessie, guionista
- Herbert Biberman, guionista y director
- Lester Cole, guionista
- Edward Dmytryk, director
- Ring Lardner Jr., guionista
- John Howard Lawson, guionista
- Albert Maltz, guionista
- Samuel Ornitz, guionista
- Adrian Scott, productor y guionista
- Dalton Trumbo, guionista

A finales de septiembre de 1947, la HUAC citó a setenta y nueve individuos con una demanda por subversivos y la suposición de que introdujeron propaganda comunista en sus películas. Aunque nunca demostraron esta afirmación, los investigadores les acusaron de desacato al Congreso cuando se negaron a responder a las preguntas sobre su pertenencia al Screen Writers Guild y al Partido Comunista. El Comité exigió que admitieran sus creencias políticas y dieran nombres de otros comunistas. Diecinueve de ellos se negaron a cooperar, y debido a enfermedades, conflictos de programación y agotamiento de las caóticas audiencias, tan solo diez comparecieron ante el Comité. Estos hombres fueron conocidos como los Diez de Hollywood.
Pertenecer al Partido Comunista no constituía un crimen, y el derecho del Comité a investigar a estos hombres era cuestionable en primer lugar. Estos hombres confiaron en el derecho de la Primera Enmienda a la privacidad, la libertad de expresión y la libertad de pensamiento, pero el Comité les acusó de desacato al Congreso por negarse a contestar preguntas. Los posteriores acusados, excepto Pete Seeger, intentaron diferentes estrategias.
Reconociendo el castigo potencial, los Diez siguieron teniendo posiciones audaces, resistiendo la autoridad de la HUAC.  Ellos gritaron ante el presidente y trataron al Comité con indignación abierta, emanando negatividad y desalentando el favor y la ayuda del exterior. Al recibir sus citas de desacato, creyeron que la Corte Suprema anularía las sentencias, pero se equivocaron. Como resultado, fueron condenados por desacato y multados con 1.000 dólares cada uno (más de 10.700 dólares en dólares de 2016, cuando se ajustaron por la inflación) y sentenciados a penas de prisión de seis meses a un año.
Tampoco la HUAC trató a los Diez con respeto, negándose a permitir que la mayoría de ellos hablara más que unas pocas palabras a la vez. Mientras tanto, se permitió a los testigos que estuvieron dispuestos a cooperar con el Comité (como la guionista anticomunista Ayn Rand) hablar extensamente.
Martin Redish sugiere que en ese momento, el derecho de libre expresión de la Primera Enmienda en estos casos se utilizó para proteger los poderes de los acusadores gubernamentales, en lugar de los derechos de las víctimas ciudadanas. Después de presenciar la estratégica e ineficaz publicidad en defensa de los Diez, los acusados posteriores optaron por alegar la Quinta Enmienda (contra la autoincriminación) en su lugar.
El apoyo público para los Diez de Hollywood flaqueó, ya que los ciudadanos-observadores cotidianos nunca estuvieron realmente seguros sobre qué hacer con ellos. Algunos de estos hombres más tarde escribieron acerca de sus experiencias como parte de los Diez. John Howard Lawson, el líder no oficial de los Diez, escribió un libro atacando a Hollywood para apaciguar a la HUAC. Mientras criticaba a los estudios por su debilidad, Lawson también se defendió a sí mismo y criticó a Edward Dmytryk por ser el único que se retractó y cooperó eventualmente con la HUAC.
El guionista Lester Cole, en su autobiografía de 1981 titulada Hollywood Red, declaró que todos los Diez de Hollywood fueron miembros del Partido Comunista de Estados Unidos en algún momento. Otros miembros de los Diez de Hollywood, como Dalton Trumbo y Edward Dmytryk, admitieron públicamente ser comunistas mientras testificaban ante el Comité.
Cuando Dmytryk escribió sus memorias sobre este período, denunció a los Diez y defendió su decisión de trabajar con la HUAC. Afirmó haber abandonado el Partido Comunista antes de ser citado, definiéndose como el "hombre extraño", condenó la táctica legal de desafío de los Diez, y se lamentó de permanecer con el grupo durante el tiempo que estuvo con ellos.

### Otros
- Hanns Eisler, compositor
- Bernard Gordon, guionista
- Joan LaCour Scott, guionista

### Primeros miembros de la lista negra entre enero de 1948 y junio de 1950
(el asterisco indica que la persona fue también listada en Canales Rojos)
- Ben Barzman, guionista
- Paul Draper, actor y bailarín*
- Sheridan Gibney, guionista
- Paul Green, dramaturgo y guionista
- Lillian Hellman, dramaturga y guionista*
- Canada Lee, actor
- Paul Robeson, actor y cantante
- Edwin Rolfe, guionista y poeta
- William Sweets, personalidad radiofónica*
- Richard Wright, escritor

### La lista deCanales Rojos
(Ver, p. ej., Schrecker [2002], p. 244; Barnouw [1990], pp. 122–124)

## En la cultura popular
La lista negra de Hollywood es la trama central de la película The Front de 1976 y la película biográfica Trumbo de 2015.